# 德罗河畔圣皮埃尔
德羅河畔圣皮埃尔（法語：Saint-Pierre-sur-Dropt，法語發音：[sɛ̃ pjɛʁ syʁ dʁo]）是法国洛特-加龙省的一个市镇，位于该省西北部，属于马尔芒德区。

## 交通
洛特-加龙省省道D211线和D708线在境内交汇。

## 地理
德罗河畔圣皮埃尔（44°38'36"N, 0°12'10"E）面积8.18 平方千米，位于法国新阿基坦大区洛特-加龍省，该省份为法国西南部内陆省份，北起多爾多涅省，西接吉倫特省和朗德省，南至热尔省，东临塔恩-加龙省和洛特省。
与德罗河畔圣皮埃尔接壤的市镇（或旧市镇、城区）包括：迪拉斯、塔耶卡瓦、德罗河畔欧里亚克、吉耶讷地区莱维尼亚克、蒙特通。

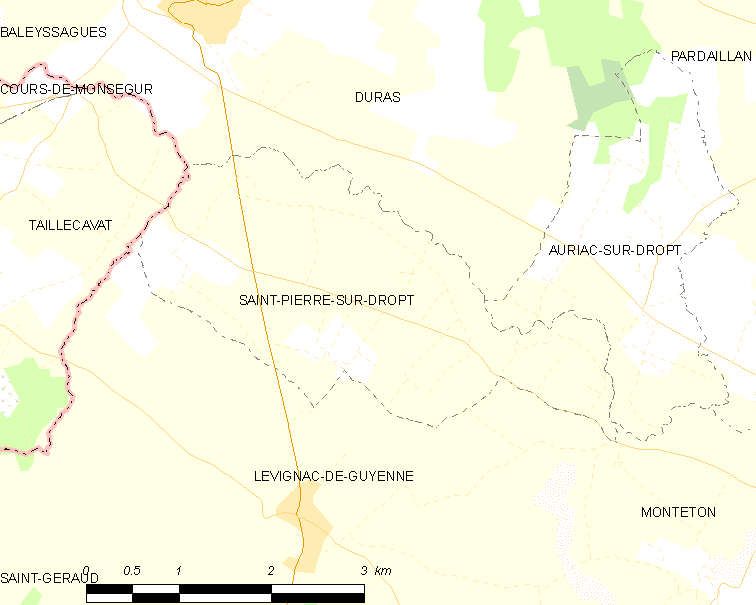
德罗河畔圣皮埃尔的OSM定位图

德罗河畔圣皮埃尔的时区为UTC+01:00、UTC+02:00（夏令时）。

## 行政
德罗河畔圣皮埃尔的邮政编码为47120，INSEE市镇编码为47271。

## 政治
德罗河畔圣皮埃尔所属的省级选区为吉耶讷山丘县。

## 人口

1962-2008年间德罗河畔圣皮埃尔人口变化图示

德罗河畔圣皮埃尔于2022年1月1日时的人口数量为358人。